# 毒鵝膏
毒鵝膏，又名死帽菇，為一種鵝膏菌屬的劇毒真菌。其廣泛分布在亚欧大陆，並且以菌根型式共生於落葉性喬木。在某些案例中，毒鵝膏會因種植如橡樹、栗樹和松樹的非本土樹種，而意外散播到新的環境中。大型的植物部分（子實體）在夏季和秋季出現；菌傘一般呈現綠色，並且有白色的菌柄和菌褶。
目前一致認為，這種毒菇會被誤認為數種可食用種類（尤其像草菇）而被人類食用，因而導致意外中毒的比例上升。毒鵝膏是已知的毒菇中最毒的一種菇類。這種菇類在人類因毒菇中毒而死亡的比例中，超過了半數，並且有可能是羅馬皇帝克勞狄烏斯和神聖羅馬帝國皇帝查爾斯六世的死因。毒鵝膏成為眾多研究的主題，而且其生物學上的活性物質也被分離出來。主要的毒性物質為α-鵝膏蕈鹼，通常主要會對肝臟和腎臟造成致命傷害，目前並沒有發現任何明確的解毒劑。
在日本，毒鵝膏與鱗柄白鵝膏（Amanita virosa）及白毒鵝膏（Amanita verna）被合稱「猛毒菌御三家」
。

## 分類學和命名
毒鵝膏第一次被描述，是在1727年，法國的植物學家賽巴斯汀·凡利恩特所做的。當時他給予一個簡潔的名稱和描述：「Fungus phalloides, annulatus, sordide virescens, et patulus」，這個描述當時被認為是真菌類，現今仍然也被承認是如此。縱使其學名phalloides意思為「陰莖狀的」，但並不清楚到底這個命名是因為外型像字面上的陰莖，還是分類上和竹蓀同樣為鬼筆屬。1821年，伊萊斯·馬格尼斯·弗萊斯描述它並命名為Agaricus phalloides，但是本命名範圍卻是所有的白色鵝膏菌屬真菌。。最後在1833年，約翰·弗里德里希·海因里希·林克決定命名為Amanita phalloides，30年後克里斯汀·亨德里克·培生命名為Amanita viridis，但晚了一步。縱使路易斯·薩克里頓比林克還早使用Amanita phalloides，此命名爭論以薩克里頓的被駁回作為結束，因為他的研究沒有堅定使用二名法；然而，一些分類學家對於這個結果有不同意見。
毒鵝膏為鵝膏菌屬鵝膏菌節的模式物種，這個節包含所有早就鑑定出來的劇毒性鵝膏菌屬物種。在這些物種中最著名的是被稱作「毀滅天使」的鱗柄白鵝膏、死亡天使和白毒傘。「毀滅天使」（destroying angel）這個名稱有時也會被應用到毒鵝膏上，但是「死帽蕈」（death cap）早就成為英文中最常用的俗名。其他常用的俗名包含了「惡臭鵝膏菌」（stinking amanita）和「致命鵝膏菌」（deadly amanita）。
一種罕見的全白色子實體的菌種，剛開始被馬克斯·畢澤爾視為毒鵝膏的一種，並命名為A. phalloides f. alba，儘管其情形並不清楚。這種菌種長被發現在普通有顏色的毒鵝膏中生長。2004年，它已被描述為一個不同的變種，並且被認定為白毒傘的變種A. verna var. tarda。真正的白毒傘植物部分在春季會因為和氫氧化鉀作用而變黃，但毒鵝膏並不會這樣。

## 外型
毒鵝膏的菌蓋很大，一般直徑是5－15公分，呈圓形或半球狀，但會隨著時間慢慢變成扁平。菌蓋顏色以灰色、微黃、橄欖綠為主，雨後顏色往往更淡。菌蓋當濕潤時呈黏性，表皮容易脫落。毒鵝膏的菌桿上的體環像小裙，一般位於菌蓋下１到1.5公分的位置。白色薄層自由下垂。菌托色白，像氣囊腫脹。由於這樣的菌托是它的重要特徵，應該避免瓦礫掩蓋，以便檢查。

## 毒性

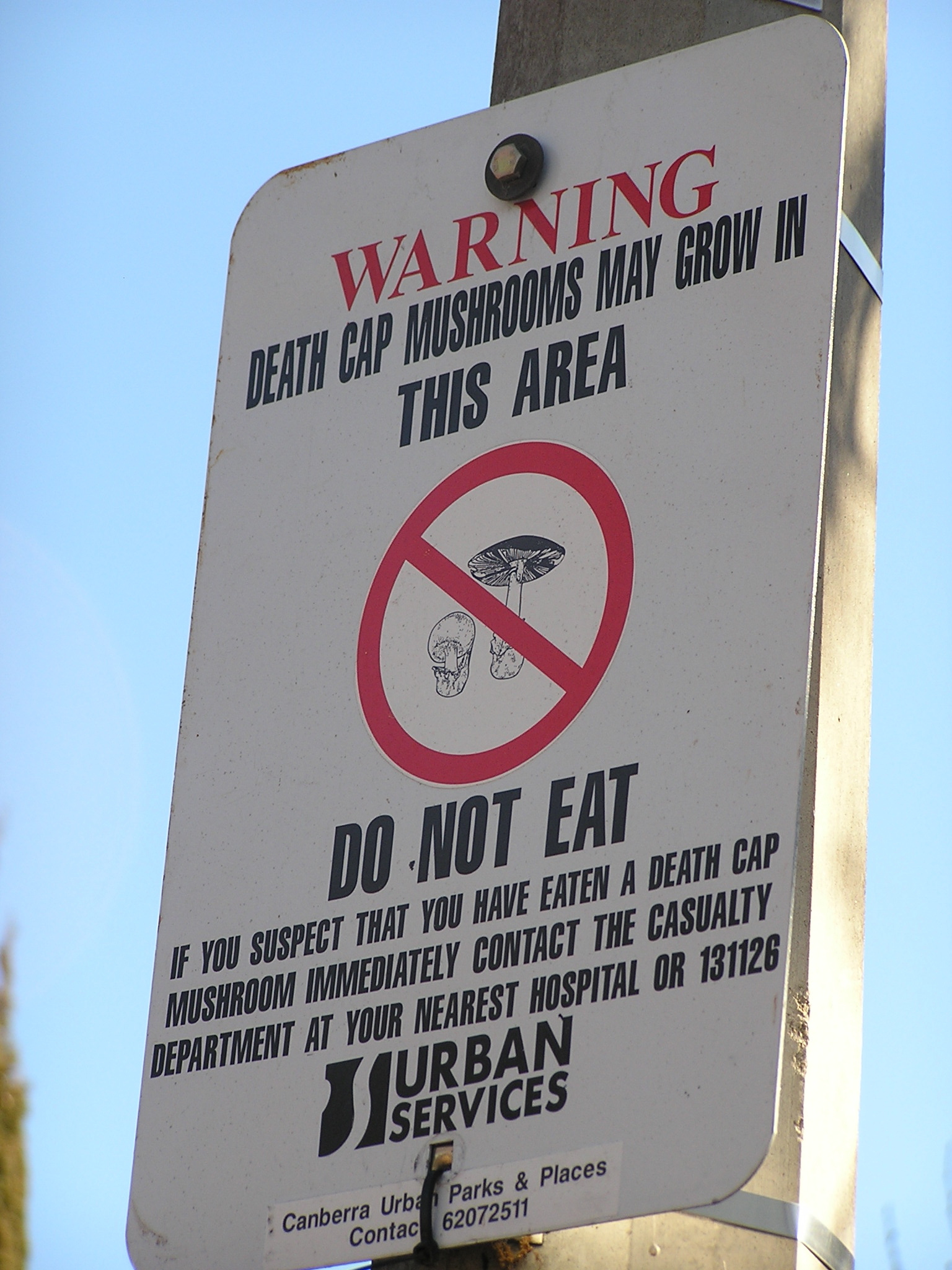
在澳洲坎培拉的警告牌

正如名字所說，毒鵝膏劇毒無比，是世界上最毒的蘑菇之一。根據估計，進食大約30克或者半個菌蓋便足以致命。2006年，波蘭一個三口家庭中毒，一人死亡，兩名倖存者則需要肝臟移植。2011年末，澳洲堪培拉有四名亚洲人因误食而死亡或者需要肝移植。毒鵝膏的毒性不能通過烹煮、冷凍或風乾方法來減低。另外，在過去十多年，科學家已經對它的毒性作出深入研究。